# Poa alpina ssp. alpina
Poa alpina ssp. alpina là một phân loài cỏ trong họ hòa thảo, thuộc chi poa.